# Bogue (lớp tàu sân bay hộ tống)
Lớp tàu sân bay hộ tống Bogue là một nhóm các tàu sân bay hộ tống được chế tạo tại Hoa Kỳ trong giai đoạn Chiến tranh Thế giới thứ hai để phục vụ cho Hải quân Hoa Kỳ cũng như cho Hải quân Hoàng gia Anh Quốc trong Chương trình Cho thuê-Cho mượn.